# Concursul Muzical Eurovision 1964
Concursul Muzical Eurovision 1964 a fost cea de-a noua ediție a Concursului Muzical Eurovision, care a avut loc în Copenhaga, după victoria daneză din anul precedent. Suedia nu a participat, din cauza unui boicot al cântăreților. Concursul a fost, totuși, difuzat în această țară. Un alt protest a venit din partea unui bărbat care a intrat pe scenă după ce cântecul elvețian a fost interpretat, având în mână o pancartă cu un mesaj politic împotriva lui Francisco Franco și a lui António de Oliveira Salazar. Telespectatorii au putut vedea doar tabela de marcaj în acest timp.
Italia a obținut prima sa victorie, în timp ce Elveția, Germania, Iugoslavia și Portugalia au avut pentru prima oară 0 puncte. Portugalia a devenit, astfel, prima țară care nu a primit niciun punct când a debutat în concurs. Țările de Jos au trimis prima concurentă din afara Europei, Anneke Grönloh fiind de origine indoneziană.
Reacția imediată a publicului din sală la cântecul Italiei a fost foarte entuziast și lung și, în mod neobișnuit pentru un număr din concurs, Gigliolei Cinquetti i s-a permis să revină pe scenă pentru a face o a doua plecăciune. Scorul final al Italiei a fost de aproape trei ori mai mare decât al țării situate pe locul doi, această victorie fiind cea mai evidentă din istoria concursului. Sub sistemul curent de votare, e puțin probabil ca acest lucru să se întâmple, dar este posibil din punct de vedere matematic.
Ca și în cazul ediției din 1956, nu se știe să fi supraviețuit vreo înregistrare video a concursului, dar există una audio. Diferie reportaje susțin că acest lucru se datorează faptului că a fost un incendiu în studiourile DR în anii '70. Niciun alt post de televiziune nu a înregistrat întreaga emisiune, dar există fragmente în arhiva televiziunii germane, NDR.

## Rezultate
|    | Țară          | Limbă      | Artist             | Cântec                                      | Traducere                                  | Loc | Puncte |
| -- | ------------- | ---------- | ------------------ | ------------------------------------------- | ------------------------------------------ | --- | ------ |
| 01 | Luxemburg     | franceză   | Hugues Aufray      | „Dès que le printemps revient”              | Odată cu venirea primăverii                | 04  | 14     |
| 02 | Țările de Jos | olandeză   | Anneke Grönloh     | „Jij bent mijn leven”                       | Tu ești viața mea                          | 10  | 2      |
| 03 | Norvegia      | norvegiană | Arne Bendiksen     | „Spiral”                                    | Spirală                                    | 08  | 6      |
| 04 | Danemarca     | daneză     | Bjørn Tidmand      | „Sangen om dig”                             | Cântecul despre tine                       | 09  | 4      |
| 05 | Finlanda      | finlandeză | Lasse Mårtenson    | „Laiskotellen”                              | Lipsă de activitate                        | 07  | 9      |
| 06 | Austria       | germană    | Udo Jürgens        | „Warum nur, warum?”                         | Dar de ce, de ce?                          | 06  | 11     |
| 07 | Franța        | franceză   | Rachel             | „Le chant de Mallory”                       | Cântecul lui Mallory                       | 04  | 14     |
| 08 | Regatul Unit  | engleză    | Matt Monro         | „I Love the Little Things”                  | Îmi plac lucrurile mărunte                 | 02  | 17     |
| 09 | Germania      | germană    | Nora Nova          | „Man gewöhnt sich so schnell an das Schöne” | Ce rapid ne obișnuim cu lucrurile frumoase | 13  | 0      |
| 10 | Monaco        | franceză   | Romuald            | „Où sont-elles passées”                     | Unde au plecat(?)                          | 03  | 15     |
| 11 | Portugalia    | portugheză | António Calvário   | „Oração”                                    | Rugăciune                                  | 13  | 0      |
| 12 | Italia        | italiană   | Gigliola Cinquetti | „Non ho l'età”                              | Nu am vârsta                               | 01  | 49     |
| 13 | Iugoslavia    | bosniacă   | Sabahudin Kurt     | „Život je sklopio krug”                     | Viața a devenit un ciclu complet           | 13  | 0      |
| 14 | Elveția       | italiană   | Anita Traversi     | „I miei pensieri”                           | Gândurile mele                             | 13  | 0      |
| 15 | Belgia        | franceză   | Robert Cogoi       | „Près de ma rivière”                        | În apropierea râului meu                   | 10  | 2      |
| 16 | Spania        | spaniolă   | Tim, Nelly & Tony  | „Caracola”                                  | Cochilie                                   | 12  | 1      |

## Tabel

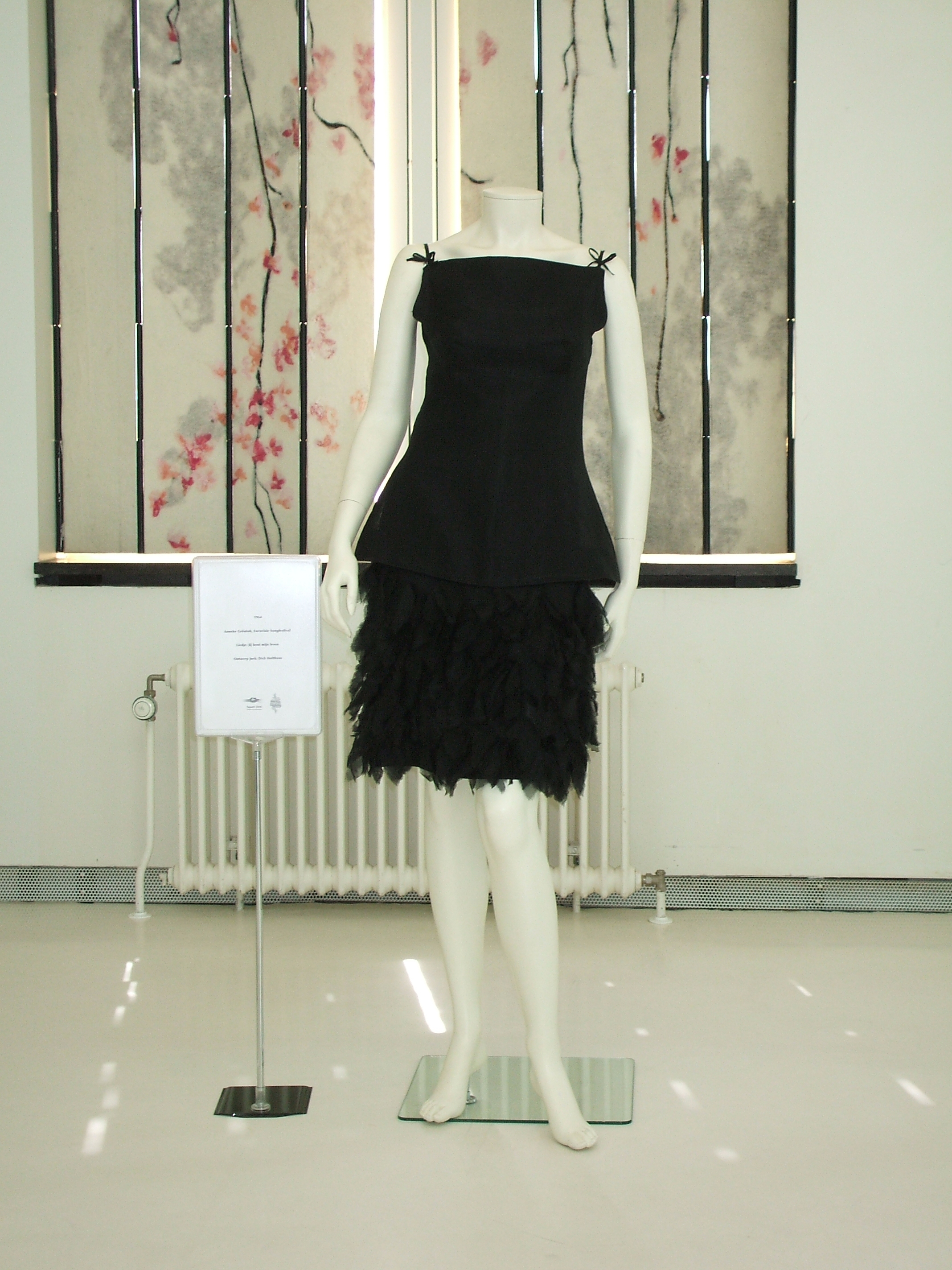
Rochia lui Anneke Grönloh, reprezentanta Țărilor de Jos

|            |               | Rezultate     | Rezultate | Rezultate | Rezultate | Rezultate | Rezultate | Rezultate    | Rezultate | Rezultate | Rezultate  | Rezultate | Rezultate  | Rezultate | Rezultate | Rezultate | Rezultate | Rezultate |
| ---------- | ------------- | ------------- | --------- | --------- | --------- | --------- | --------- | ------------ | --------- | --------- | ---------- | --------- | ---------- | --------- | --------- | --------- | --------- | --------- |
| Total      | Luxemburg     | Țările de Jos | Norvegia  | Danemarca | Finlanda  | Austria   | Franța    | Regatul Unit | Germania  | Monaco    | Portugalia | Italia    | Iugoslavia | Elveția   | Belgia    | Spania    |           |           |
| Concurenți | Luxemburg     | 14            |           | 3         |           |           |           |              | 3         |           | 5          |           |            | 3         |           |           |           |           |
| Concurenți | Țările de Jos | 2             |           |           |           | 1         |           |              |           | 1         |            |           |            |           |           |           |           |           |
| Concurenți | Norvegia      | 6             |           |           |           | 5         | 1         |              |           |           |            |           |            |           |           |           |           |           |
| Concurenți | Danemarca     | 4             |           |           | 1         |           |           |              |           |           |            |           |            |           |           |           |           | 3         |
| Concurenți | Finlanda      | 9             |           |           | 3         | 3         |           |              |           | 3         |            |           |            |           |           |           |           |           |
| Concurenți | Austria       | 11            |           |           |           |           |           |              |           |           |            |           |            | 5         |           |           | 1         | 5         |
| Concurenți | Franța        | 14            | 1         |           |           |           |           | 3            |           |           |            | 5         | 3          |           | 1         |           |           | 1         |
| Concurenți | Regatul Unit  | 17            |           | 1         | 5         |           | 3         | 1            | 1         |           | 1          |           |            |           |           | 5         |           |           |
| Concurenți | Germania      | 0             |           |           |           |           |           |              |           |           |            |           |            |           |           |           |           |           |
| Concurenți | Monaco        | 15            | 3         |           |           |           |           |              | 5         |           |            |           |            |           | 3         | 1         | 3         |           |
| Concurenți | Portugalia    | 0             |           |           |           |           |           |              |           |           |            |           |            |           |           |           |           |           |
| Concurenți | Italia        | 49            | 5         | 5         |           |           | 5         | 5            |           | 5         | 3          | 3         | 5          |           | 5         | 3         | 5         |           |
| Concurenți | Iugoslavia    | 0             |           |           |           |           |           |              |           |           |            |           |            |           |           |           |           |           |
| Concurenți | Elveția       | 0             |           |           |           |           |           |              |           |           |            |           |            |           |           |           |           |           |
| Concurenți | Belgia        | 2             |           |           |           |           |           |              |           |           |            | 1         | 1          |           |           |           |           |           |
| Concurenți | Spania        | 1             |           |           |           |           |           |              |           |           |            |           |            | 1         |           |           |           |           |

### 5 puncte
| Nr. | Pentru       | De la                                                                                     |
| --- | ------------ | ----------------------------------------------------------------------------------------- |
| 8   | Italia       | Austria, Belgia, Finlanda, Iugoslavia, Luxemburg, Portugalia, Regatul Unit, Țările de Jos |
| 2   | Austria      | Italia, Spania                                                                            |
| 2   | Regatul Unit | Elveția, Norvegia                                                                         |
| 1   | Franța       | Monaco                                                                                    |
| 1   | Luxemburg    | Germania                                                                                  |
| 1   | Monaco       | Franța                                                                                    |
| 1   | Norvegia     | Danemarca                                                                                 |

## Artiști care au revenit
| Artist         | Țară    | Ani precedenți | Loc |
| -------------- | ------- | -------------- | --- |
| Anita Traversi | Elveția | 1960           | 8   |

## Comentatori
- Luxemburg - Jacques Navadic (Télé-Luxembourg)
- Țările de Jos – Ageeth Scherphuis (NTS)[2]
- Norvegia - Odd Grythe (NRK)[3]
- Danemarca - necunoscut (DR TV)
- Finlanda - Aarno Walli (Suomen Televisio)[4]
- Austria - Emil Kollpacher (ORF)
- Franța - Robert Beauvais (Première Chaîne RTF)[5]
- Regatul Unit - David Jacobs (BBC TV), Tom Sloan (BBC Light Programme)
- Germania - Hermann Rockmann (ARD Deutsches Fernsehen)
- Monaco - Robert Beauvais (Télé Monte Carlo)
- Portugalia - inexistent (RTP)
- Italia - Renato Tagliani (Programma Nazionale)
- Iugoslavia - Miloje Orlović (Televizija Beograd), Gordana Bonetti (Televizija Zagreb), Tomaž Terček (Televizija Ljubljana)
- Elveția - Theodor Haller (TV DRS), Georges Hardy (TSR), Giovanni Bertini (TSI)
- Belgia - Paule Herreman (RTB),[5] Herman Verelst (BRT)
- Spania - Federico Gallo (TVE)[6]
- Suedia - Sven Lindahl (Sveriges Radio-TV)[7]

## Purtători de cuvânt
1. Luxemburg - necunoscut
2. Țările de Jos – Pim Jacobs
3. Norvegia - Sverre Christophersen[3]
4. Danemarca - Bent Henius
5. Finlanda - Poppe Berg[8]
6. Austria - Ernst Grissemann
7. Franța - Claude Darget
8. Regatul Unit - Michael Aspel
9. Germania - Lia Wöhr
10. Monaco - necunoscut
11. Portugalia - Maria Manuela Furtado
12. Italia - Rosanna Vaudetti
13. Iugoslavia - necunoscut
14. Elveția - Alexandre Burger
15. Belgia - André Hagon
16. Spania - necunoscut